# Juropani
Juropani (en népalais : जुरोपानी) est un comité de développement villageois du Népal situé dans le district de Jhapa. Au recensement de 2011, il comptait 11 635 habitants.